# 半導體製造廠

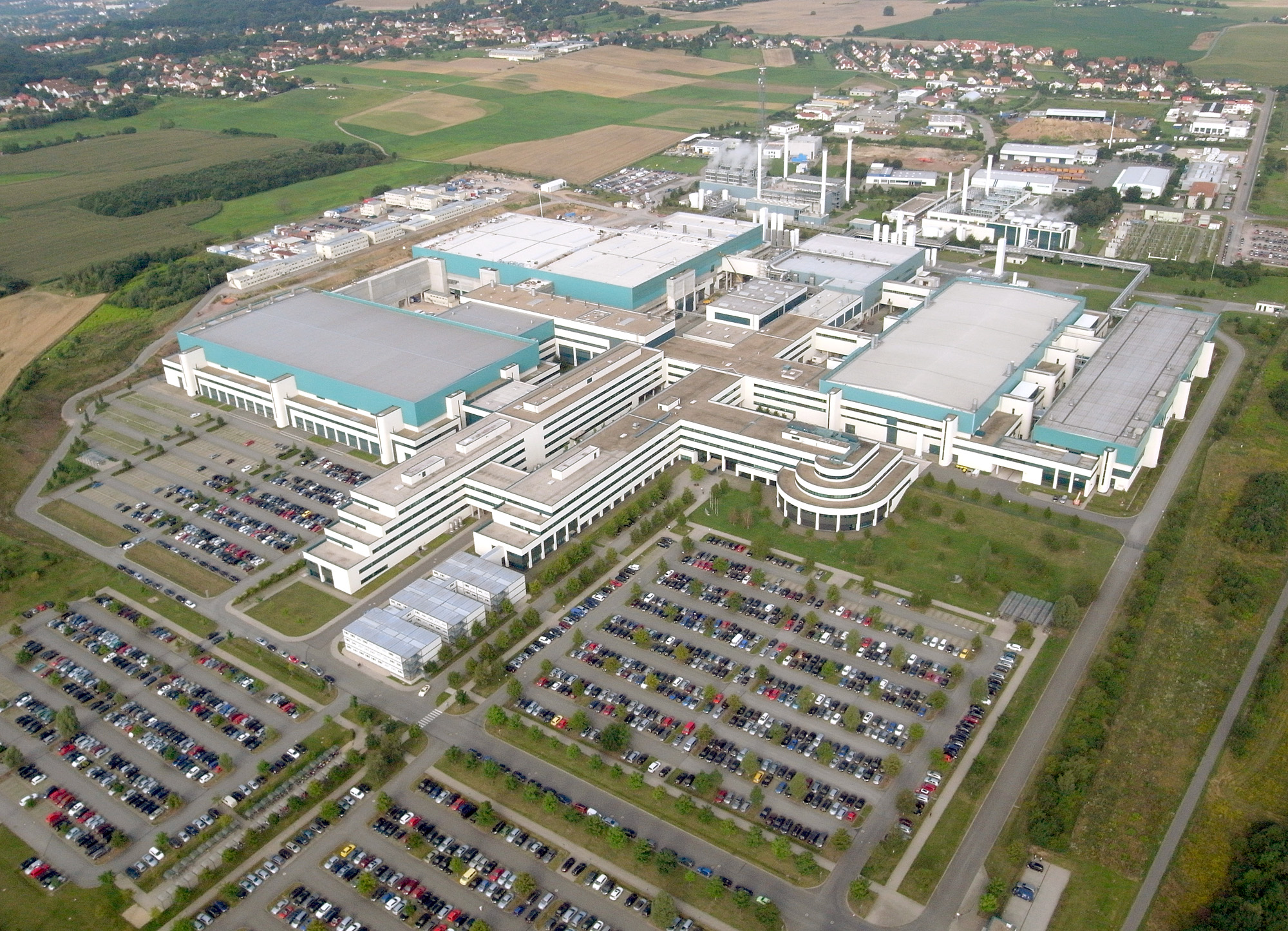
格羅方德位於德國德累斯頓的Fab 1製造設施。

半導體製造廠（英語：semiconductor fabrication plant，一般使用簡稱「fab」）是生產如集成電路（IC）等半導體器件的工廠。
若一家半導體製造廠只代其他公司、機構生半導體器件帶而沒有自己的設計，就是晶圓代工公司。相對地，一家半導體製造廠生產自己的設計就是整合元件製造廠（IDM）。
半導體製造廠是先進工業的象徵，可以加工高度精密尺度的元件，因而需要使用大量的昂貴器材，一家新建的半導體製造廠需要的資金不下10億美元。